# Lasioptera turcica
Lasioptera turcica är en tvåvingeart som beskrevs av Edwin Möhn 1968. Lasioptera turcica ingår i släktet Lasioptera och familjen gallmyggor.
Artens utbredningsområde är Turkiet. Inga underarter finns listade i Catalogue of Life.